# Teddy Pilette
Theodore »Teddy« Pilette,  belgijski dirkač Formule 1, * 26. julij 1942, Bruselj, Belgija.
Teddy Pilette je upokojeni belgijski dirkač Formule 1. Debitiral je v sezoni 1974, ko je nastopil le na domači dirki za Veliko nagrado Belgije in zasedel sedemnajsto mesto z več kot štirimi krogi zaostanka za zmagovalcem. V sezoni 1977 je nastopil na Velikih nagradah Nemčije, Nizozemske in Italije, a se mu na nobeni ni uspelo kvalificirati na samo dirko. Za tem ni več dirkal v Formuli 1.

## Popolni rezultati Formule 1
(legenda) (odebeljene dirke pomenijo najboljši štartni položaj, poševne pa najhitrejši krog, †-uvrščen kljub odstopu)
| Leto | Moštvo                    | Šasija       | Motor       | 1   | 2   | 3   | 4    | 5      | 6   | 7   | 8   | 9   | 10 | 11      | 12  | 13      | 14      | 15  | 16  | 17  | Prv | Toč |
| ---- | ------------------------- | ------------ | ----------- | --- | --- | --- | ---- | ------ | --- | --- | --- | --- | -- | ------- | --- | ------- | ------- | --- | --- | --- | --- | --- |
| 1974 | Motor Racing Developments | Brabham BT42 | Cosworth V8 | ARG | BRA | JAR | ŠPA  | BEL 17 | MON | ŠVE | NIZ | FRA | VB | NEM     | AVT | ITA     | KAN     | ZDA |     |     | -   | 0   |
| 1977 | Stanley BRM               | BRM P207     | BRM V12     | ARG | BRA | JAR | ZZDA | ŠPA    | MON | BEL | ŠVE | FRA | VB | NEM DNQ | AVT | NIZ DNQ | ITA DNQ | ZDA | KAN | JAP | -   | 0   |